# Fontaine-au-Bois
Fontaine-au-Bois – miejscowość i gmina we Francji, w regionie Hauts-de-France, w departamencie Nord.
Według danych na rok 1990 gminę zamieszkiwało 658 osób, a gęstość zaludnienia wynosiła 86 osób/km² (wśród 1549 gmin regionu Nord-Pas-de-Calais Fontaine-au-Bois plasuje się na 689. miejscu pod względem liczby ludności, natomiast pod względem powierzchni na miejscu 473.).